# Сабаудия (Италия)
Сабаудия (итал. Sabaudia) — коммуна в Италии, располагается в регионе Лацио, в провинции Латина.
Занимает площадь 144,3 км².
Население составляет 18 548 человека (2008 г.), плотность населения 130 чел./км². 
Почтовый индекс — 04016. Телефонный код — 0773.
Коммуна учреждена в ходе рекультивации Понтинских болот, основные работы по обустройству территории были проведены с 5 августа 1933 года по 15 апреля 1934 года.
В коммуне 25 марта особо празднуется Благовещение Пресвятой Богородицы.
Экономика коммуны специализируется на электротехнической, пищевой и деревообрабатывающей промышленности. Развит туризм.

## Демография
Динамика населения:

## Администрация коммуны
- Официальный сайт: http://www.comune.sabaudia.latina.it/ Архивная копия от 29 августа 2012 на Wayback Machine